# Gesneria scabra
Gesneria scabra är en tvåhjärtbladig växtart som beskrevs av Olof Swartz. Gesneria scabra ingår i släktet Gesneria och familjen Gesneriaceae.

## Underarter
Arten delas in i följande underarter:
- G. s. fawcettii
- G. s. scabra
- G. s. sphaerocarpa
- G. s. viridicalyx